# Ray Wilkins
Pour les articles homonymes, voir Wilkins.
Raymond Colin Wilkins, né le 14 septembre 1956 à Hillingdon et mort le 4 avril 2018 à Tooting, est un footballeur international anglais qui évolue au poste de milieu de terrain entre 1973 et 1997. À l'issue de sa carrière professionnelle, il se reconvertit comme entraîneur et consultant sportif.
Wilkins porte le maillot de nombreux clubs, dont Chelsea, Manchester United, l'AC Milan et le Rangers FC.
Il participe à l'Euro 1980 et à deux Coupes du monde (1982 et 1986) avec l'équipe d'Angleterre.

## Biographie

### Carrière de joueur

#### Chelsea
Ray Wilkins, surnommé « Butch » depuis l'enfance, se révèle au monde du football dans les années 1970 avec son club formateur de Chelsea, qu'il rejoint en tant qu'apprenti, progressant jusqu'à faire ses débuts en équipe première contre Norwich City en octobre 1973. Ses frères Graham et Stephen rejoignent eux aussi Chelsea à cette époque, mais ne seront jamais internationaux, contrairement à Ray. Wilkins fait quelques autres apparitions lors du restant de la saison avant de s'établir comme un membre incontournable de l'effectif l'année suivante.
En 1975, à la suite de la relégation du club et du départ de nombreux joueurs de premier plan, le jeune Wilkins, 18 ans, se voit remettre le brassard de capitaine de Chelsea par le nouvel entraîneur Eddie McCreadie, succédant au capitaine de longue date des Blues, Ron Harris. Wilkins prend son rôle au sérieux, et garde le brassard pendant quatre ans. Il s'impose comme le joueur-clé de Chelsea de cette période, menant une équipe essentiellement composée de jeunes joueurs à la promotion en 1976–1977 et, la saison suivante, au maintien en First Division. Son ascension fulgurante conduit Wilkins à poser régulièrement dans les magazines britanniques. Le départ soudain de l'entraîneur Eddie McCreadie plombe les performances de Chelsea, qui est relégué en 1978–1979. Peu de temps après, endetté, Chelsea accepte une offre de 800 000 £ de Manchester United et Wilkins met le cap au nord.

#### Manchester United
La première saison de Ray Wilkins avec Manchester se déroule sans évènement, les titres nationaux continuant de lui échapper. Il lui faut trois ans pour marquer son premier but avec United, marquant en finale de la FA Cup 1983, permettant à Manchester United de mener 2–1 contre Brighton and Hove Albion, un match qui se termine sur un score nul de 2–2 après prolongation. Wilkins obtient la médaille des vainqueurs après qu'United remporte le match rejoué 4–0.

#### Milan
Le même été, après la victoire en FA Cup, United accepte une offre de 1,5 million £ des Italiens de Milan. Ray Wilkins et sa famille s'installent rapidement en Italie et Milan atteint la finale de la Coppa Italia en 1985, mais ce n'est pas une période de succès pour le club milanais.

#### Paris Saint-Germain
Ray Wilkins quitte l'AC Milan en 1987 pour le club français du Paris Saint-Germain, avec lequel il ne reste que quatre mois.

#### Rangers
En quittant Paris, Wilkins rejoint les Rangers pour 250 000 £ et remporte deux titres de champion d'Écosse et une coupe de la Ligue écossaise. Il marque un but mémorable dans un Old Firm face au Celtic.

#### Queens Park Rangers
Wilkins emménage à Londres, en signant avec Queens Park Rangers, afin de se rapprocher de sa famille. Wilkins passe quatre ans avec les QPR. Au début des années 1990, des médias affirment qu'il allait rejoindre Manchester United (alors géré par Alex Ferguson), mais cela ne s'est jamais produit. Il reste à Loftus Road jusqu'à l'été 1994.

#### Crystal Palace
En 1994, Wilkins accepte une offre pour devenir entraîneur-joueur du club londonien de Crystal Palace, fraîchement promu en Premier League. Cependant, Ray se casse le pied gauche lors de ses débuts avec le club, et ne jouera pas d'autres matchs de compétition pour Crystal Palace. Après s'être remis de sa blessure, Wilkins accepte une offre de QPR pour devenir leur nouvel entraîneur-joueur, après que Gerry Francis quitte le poste en novembre 1994.

#### Retour aux Queens Park Rangers
Ses apparitions sur le terrain sont moins fréquentes lors de son passage en tant qu'entraîneur-joueur de QPR. Pour sa première saison, ils  terminent huitièmes de Premier League et atteignent les quarts de finale de la FA Cup. Mais après la vente de son buteur Les Ferdinand à Newcastle United, Wilkins échoue dans la quête d'un successeur. Un faible rendement offensif conduit QPR à la relégation à la fin de la saison 1995–1996.
Wilkins quitte QPR au début de la saison 1996–1997 après l'achat du club par le magnat des médias Chris Wright à la suite de cette relégation.

#### Angleterre
Ray Wilkins est appelé à jouer pour l'équipe d'Angleterre pour la première fois en 1976 par l'entraîneur Don Revie et fait rapidement ses débuts contre l'Italie lors d'un mini-tournoi aux États-Unis. Il conservera sa place au sein de l'équipe d'Angleterre pendant une décennie.
Il aide l'Angleterre à se qualifier pour l'Euro 1980, le premier tournoi officiel auquel l'Angleterre participe depuis dix ans. Lors d'un match de groupe contre la Belgique, Wilkins marque un but mémorable en lobant la défense centrale belge et, continuant son action et trompant ainsi la défense qui joue le hors-jeu, en réalisant un second lob, cette fois sur le gardien de but, ouvrant ainsi le score. Les Belges égalisent rapidement et l'Angleterre est éliminée au premier tour.
Wilkins devient incontournable dans l'équipe d'Angleterre grâce à une campagne réussie lors des éliminatoires de la coupe du monde 1982. En phase finale, l'Angleterre atteint la deuxième phase de groupes. Wilkins continue à jouer pour l'Angleterre sous l'ère du nouveau sélectionneur Bobby Robson, mais l'équipe ne parvient pas à se qualifier pour le championnat d'Europe de 1984.
Malgré son transfert en Italie, pour rejoindre le Milan AC, Wilkins reste un habituel titulaire en équipe d'Angleterre et il est sélectionné dans l'effectif qui dispute la coupe du monde 1986 au Mexique. Il joue lors de la défaite contre le Portugal, et reçoit l'unique carton rouge de sa carrière au cours du match de groupe suivant contre le Maroc, devenant ainsi le premier joueur anglais expulsé en phase finale de coupe du monde ; en désaccord avec une décision prise par l'arbitre, Wilkins lance le ballon en direction de l'arbitre. Il est suspendu pour les deux matchs suivants et manque donc le quart de finale contre l'Argentine, perdu par l'Angleterre 2–1.
Wilkins honore sa 84e et dernière sélection en novembre 1986, ayant marqué trois buts internationaux et ayant été capitaine à dix reprises.

## Décès
Victime d'une crise cardiaque le 30 mars 2018, Ray Wilkins meurt à l'hôpital de Tooting le 4 avril suivant, à l'âge de 61 ans.

## Palmarès

### Joueur
- Vainqueur de la Coupe d'Angleterre (FA Cup) en 1983 avec Manchester United
- Vainqueur du Charity Shield en 1983 avec Manchester United
- Champion d'Écosse en 1987 avec les Glasgow Rangers
- Vainqueur de la Coupe de la Ligue écossaise en 1987, 1988 et 1989 avec les Glasgow Rangers

### Entraîneur adjoint
- Champion d'Angleterre en 2010 avec Chelsea
- Vainqueur de la Coupe d'Angleterre (FA Cup) en 2009 et 2010 avec Chelsea
- Vainqueur du Community Shield en 2009 avec Chelsea

## Vie familiale
Ray Wilkins est le fils du footballeur professionnel des années 1940 George Wilkins et le frère de Dean et Graham Wilkins, également footballeurs professionnels.